# Pamendanga neawei
Pamendanga neawei är en insektsart som beskrevs av Frederick Arthur Godfrey Muir 1934. Pamendanga neawei ingår i släktet Pamendanga och familjen Derbidae. Inga underarter finns listade i Catalogue of Life.